# GOLD (玉置浩二のアルバム)
『GOLD』（ゴールド）は、日本のシンガーソングライターである玉置浩二の13枚目のオリジナル・アルバム。
2014年3月9日にスティーズラボミュージックのSALTMODERATEレーベルからリリースされた。玉置のオリジナル・アルバムとしては『惑星』（2007年）以来約6年半振り、安全地帯の作品を含めると『安全地帯XIV〜The Saltmoderate Show〜』（2013年）以来約1年振りとなる作品である。作詞は玉置および須藤晃、作曲は玉置および沖仁、松田真人、プロデューサーは玉置が担当している。
本作には玉置が他のミュージシャンと共作した曲が収録されている他、須藤の子息であるトオミヨウが編曲で参加、金子マリや美勇士、平岡恵子といった歌手の参加以外にもギタリストの押尾コータローや『安全地帯VIII〜太陽』（1991年）以来の参加となるキーボディストのBANANAなど様々なミュージシャンとのコラボレーションを行っている事を特徴としている。
本作以前にリリースされたシングルの内「純情」（2013年）は収録されず、玉置自身も出演した日本テレビ系土曜ドラマ『東京バンドワゴン』（2013年）のエンディングテーマ「サーチライト」が先行シングルとしてシングルカットされている。本作はオリコンアルバムチャートにおいて最高位第28位となった。本作以降に玉置はオリジナル・アルバムをリリースしていないため、本作が最後のオリジナル・アルバムとなっている。

## 背景
安全地帯の14thアルバム『安全地帯XIV〜The Saltmoderate Show〜』（2013年）のリリース後、同年3月24日のよこすか芸術劇場公演から6月16日のフェスティバルホール公演まで「30th Anniversary Concert Tour Encore "The Saltmoderate Show"」と題したデビュー30周年記念コンサートツアーを開催、10都市全14公演が行われた。同公演の内、4月26日から3日間連続公演となった渋谷公会堂での模様を収録したライブDVDおよびBlu-ray Disc『30th Anniversary Concert Tour Encore “The Saltmoderate Show”』が9月25日にリリースされた。
同年10月12日から12月14日にかけて放送された日本テレビ系土曜ドラマ『東京バンドワゴン』に玉置が出演、連続ドラマへの出演は日本テレビ系テレビドラマ『あいのうた』（2005年）以来およそ8年振りとなった。本ドラマでの出演に関して、玉置は出演オファーを7回断ったが、プロデューサーと実際に会って話したところ意気投合し出演を快諾する事となった。またドラマにて共演したKAT-TUNの亀梨和也と共にスペシャルユニット「堀田家BAND」を結成し、オープニングテーマとして使用された「サヨナラ☆ありがとう」が11月6日にリリースされ、初週8.2万枚を売り上げ11月18日付けのオリコンチャートランキングにて第1位を獲得、玉置としては安全地帯のシングル「悲しみにさよなら」（1985年）以来28年2ヶ月振りとなる第1位獲得となった。11月10日には「堀田家BAND」として某大学の学園祭に飛び込み参加し演奏を行った。

## リリース、プロモーション
本作は2014年3月9日にスティーズラボミュージックのSALTMODERATEレーベルよりCDにてリリースされた。初回限定盤として、シングル「純情」（2013年）のミュージックビデオおよび「サーチライト」（2013年）のミュージック・ビデオのアナザー・バージョン、撮影時のオフショットを収録したDVDが付属した2枚組でリリースされた。
本作のリリースに伴い3月15日放送のNHK総合音楽番組『SONGS』（2007年 - ）に約1年振りに出演し、東日本大震災の被災地を訪問し「田園」（1996年）を演奏した他、本作収録曲の「いつの日も」を演奏した。4月2日にはファンハウス在籍時の作品も含めたミュージック・ビデオ集がリリースされた。
2018年8月15日にはBlu-spec CD2、紙ジャケット仕様でソニー・ミュージックダイレクトのGT musicレーベルより再リリースされた。2022年11月3日にはアナログレコードの普及を目的とした東洋化成によるイベント「レコードの日 2022」の開催に伴い、本作を含む玉置のアルバム4作品が初レコード化された。

## ツアー
本作を受けてのコンサートツアー「GOLD TOUR 2014」は、同年3月21日の三郷市文化会館公演から5月31日の渋谷公会堂公演まで20都市全23公演実施された。
ツアー初日となる3月21日の三郷市文化会館公演では本作収録曲を中心に玉置のソロ作品から満遍なく選曲され、TBS系テレビドラマ『キツイ奴ら』（1989年）の主題歌「キ・ツ・イ」（1989年）の他、ビートたけしに提供した「嘲笑」（1993年）やV6に提供した「愛なんだ」（1997年）なども演奏され、さらにコーラスとして参加していた平岡恵子が桃乃未琴名義の時代に提供した「大切なコト」（2000年）では平岡との共演を行った。さらに玉置の呼びかけによってコーラスおよびギターとして参加した桑名正博の子息である美勇士との共演で「サヨナラ☆ありがとう」が演奏された他、尾崎豊の「I LOVE YOU」（1983年）のカバーや東日本大震災以降に封印していた「田園」の2番の一部歌詞を解禁して歌唱した。
7月27日には5月23日に行われた松戸森のホール21公演の模様がWOWOWにて放送され、同公演では「田園」や「キ・ツ・イ」、「サヨナラ☆ありがとう」が演奏された。
2015年6月10日には5月23日に行われた松戸森のホール21公演の模様を収録したライブDVD『GOLD TOUR 2014」が2枚組でリリースされ、2枚目のディスクには1994年7月19日および20日にグランドプリンスホテル新高輪内の宴会場「飛天」にて行われた「MID-SUMMER CONCERT IN HITEN '94 玉置浩二 LOVE～昨日から明日まで～」と題した二夜限定のスペシャルライブとインタビュー映像で構成され当時WOWOWにて放送された特別番組の内容がそのまま収録された。

## 批評、チャート成績
| 専門評論家によるレビュー | 専門評論家によるレビュー |
| レビュー・スコア         | レビュー・スコア         |
| 出典                     | 評価                     |
| ------------------------ | ------------------------ |
| CDジャーナル             | 肯定的                   |
| TOWER RECORDS ONLINE     | 肯定的                   |

本作の音楽性に関しては肯定的な意見が挙げられており、音楽情報サイト『CDジャーナル』では、1曲目の「それ以外に何がある」に関して「豪華なオーケストレーションに甘いヴォーカルが浮かび上がる」と評した他、最終曲である「GOLD」によって「感動の幕を下ろす」と肯定的に評価した。音楽情報サイト『TOWER RECORDS ONLINE』では、「素敵なコラボレーションも実現した一枚」と肯定的に評価した。
本作はオリコンアルバムチャートにおいて最高位第28位の登場週数5回となった。本作の売り上げ枚数は玉置のアルバム売上ランキングにおいて第19位となっている。2022年に実施されたねとらぼ調査隊による玉置のアルバム人気ランキングにおいては第6位、2023年に実施された同ランキングにおいては第11位、2024年に実施された同ランキングにおいては第10位となった。

## 収録曲
- CDブックレットに記載されたクレジットを参照[28]。

### CD
| #         | タイトル                          | 作詞             | 作曲               | 編曲                                               | 時間  |
| --------- | --------------------------------- | ---------------- | ------------------ | -------------------------------------------------- | ----- |
| 1.        | 「それ以外に何がある」            | 玉置浩二         | 玉置浩二           | トオミヨウ、玉置浩二                               | 5:57  |
| 2.        | 「いつの日も」                    | 玉置浩二         | 玉置浩二           | トオミヨウ、玉置浩二／ストリングス・アレンジ: 星勝 | 5:10  |
| 3.        | 「サーチライト」                  | 玉置浩二、須藤晃 | 玉置浩二           | トオミヨウ                                         | 4:48  |
| 4.        | 「セコンド」                      | 玉置浩二         | 玉置浩二           | トオミヨウ、玉置浩二                               | 4:40  |
| 5.        | 「かくれんぼ featuring.金子マリ」 | 玉置浩二、須藤晃 | 玉置浩二           | トオミヨウ、玉置浩二                               | 3:52  |
| 6.        | 「TOUCH」                         | 玉置浩二         | 玉置浩二           | トオミヨウ、玉置浩二                               | 4:33  |
| 7.        | 「宙」                            | 玉置浩二、須藤晃 | 玉置浩二           | トオミヨウ、松本晃彦、KAE.M.BLACK、玉置浩二        | 4:34  |
| 8.        | 「泣くなひまわり」                | 玉置浩二         | 玉置浩二           | トオミヨウ、玉置浩二                               | 3:06  |
| 9.        | 「屋根の下のsmile」               | 玉置浩二         | 沖仁、玉置浩二     | 玉置浩二／ストリングス・アレンジ: トオミヨウ       | 5:16  |
| 10.       | 「GOLD」                          | 玉置浩二、須藤晃 | 玉置浩二、松田真人 | 松本晃彦、KAE.M.BLACK、玉置浩二                    | 5:09  |
| 合計時間: | 合計時間:                         | 合計時間:        | 合計時間:          | 合計時間:                                          | 47:05 |

### 初回限定盤DVD
1. 「純情」 (Music Video)
2. 「サーチライト」（Music Video／アナザーバージョン）
3. 「Making of「サーチライト」」 (Music Video)

### LPレコード
| #         | タイトル                          | 作詞             | 作曲      | 編曲                                               | 時間  |
| --------- | --------------------------------- | ---------------- | --------- | -------------------------------------------------- | ----- |
| 1.        | 「それ以外に何がある」            | 玉置浩二         | 玉置浩二  | トオミヨウ、玉置浩二                               | 5:57  |
| 2.        | 「いつの日も」                    | 玉置浩二         | 玉置浩二  | トオミヨウ、玉置浩二／ストリングス・アレンジ: 星勝 | 5:10  |
| 3.        | 「サーチライト」                  | 玉置浩二、須藤晃 | 玉置浩二  | トオミヨウ                                         | 4:48  |
| 4.        | 「セコンド」                      | 玉置浩二         | 玉置浩二  | トオミヨウ、玉置浩二                               | 4:40  |
| 5.        | 「かくれんぼ featuring.金子マリ」 | 玉置浩二、須藤晃 | 玉置浩二  | トオミヨウ、玉置浩二                               | 3:52  |
| 合計時間: | 合計時間:                         | 合計時間:        | 合計時間: | 合計時間:                                          | 24:27 |

| #         | タイトル            | 作詞             | 作曲               | 編曲                                         | 時間  |
| --------- | ------------------- | ---------------- | ------------------ | -------------------------------------------- | ----- |
| 1.        | 「TOUCH」           | 玉置浩二         | 玉置浩二           | トオミヨウ、玉置浩二                         | 4:33  |
| 2.        | 「宙」              | 玉置浩二、須藤晃 | 玉置浩二           | トオミヨウ、松本晃彦、KAE.M.BLACK、玉置浩二  | 4:34  |
| 3.        | 「泣くなひまわり」  | 玉置浩二         | 玉置浩二           | トオミヨウ、玉置浩二                         | 3:06  |
| 4.        | 「屋根の下のsmile」 | 玉置浩二         | 沖仁、玉置浩二     | 玉置浩二／ストリングス・アレンジ: トオミヨウ | 5:16  |
| 5.        | 「GOLD」            | 玉置浩二、須藤晃 | 玉置浩二、松田真人 | 松本晃彦、KAE.M.BLACK、玉置浩二              | 5:09  |
| 合計時間: | 合計時間:           | 合計時間:        | 合計時間:          | 合計時間:                                    | 22:38 |

## スタッフ・クレジット
- CDブックレットに記載されたクレジットを参照[29]。

### 参加ミュージシャン
| 1. 「それ以外に何がある」 - 玉置浩二 – ボーカル、オールド・ギター、パーカッション、ドラムス - トオミヨウ – キーボード、プログラミング - 松田真人 – アコースティックピアノ、エレクトリックピアノ - 佐野聡 – トロンボーン、ハーモニカ - 沖仁 – ギタルラ - 中北裕子 – パーカッション - 美勇士 – コーラス - 平岡恵子 – コーラス - toshi808 – コンピュータ & シンセサイザー・プログラミング 2. 「いつの日も」 - 玉置浩二 – ボーカル - トオミヨウ – キーボード、プログラミング - BANANA – シンセサイザー - 矢萩渉 – エレクトリック・ギター - 押尾コータロー – アコースティック・ギター - 今野均ストリングス – ストリングス 3. 「サーチライト」 - 玉置浩二 – ボーカル - トオミヨウ – キーボード、プログラミング - 安達貴史 – ベース - 吉田宇宙ストリングス – ストリングス 4. 「セコンド」 - 玉置浩二 – ボーカル、オールド・ギター - トオミヨウ – キーボード、プログラミング - 武沢侑昂 – ガット・ギター - 佐野聡 – トロンボーン、ハーモニカ - 石井由紀 – オーボエ - 美勇士 – コーラス - 平岡恵子 – コーラス 5. 「かくれんぼ」 - 玉置浩二 – ボーカル、エレクトリック・ギター - 金子マリ – ボーカル - トオミヨウ – キーボード、プログラミング - 矢萩渉 – アコースティック・ギター、コンピュータ & シンセサイザー・プログラミング - 金子ノブアキ – ドラムス - 岡沢茂 – ベース | 1. 「TOUCH」 - 玉置浩二 – ボーカル、ドラムス、パーカッション - トオミヨウ – キーボード、プログラミング - 矢萩渉 – エレクトリック・ギター - 中北裕子 – パーカッション - 美勇士 – コーラス - 平岡恵子 – コーラス - 玉置工子 – コーラス 2. 「宙」 - 玉置浩二 – ボーカル、ドラムス - トオミヨウ – キーボード、プログラミング - 松本晃彦 – ストリングス・シンセサイザー - 矢萩渉 – ベース - 佐野聡 – トロンボーン - 石井由紀 – オーボエ - 森下晃 – プログラミング - 小池弘之ストリングス – ストリングス 3. 「泣くなひまわり」 - 玉置浩二 – ボーカル、ドラムス、パーカッション - トオミヨウ – キーボード、プログラミング - 矢萩渉 – エレクトリック・ギター - 中北裕子 – パーカッション - 美勇士 – コーラス - 平岡恵子 – コーラス 4. 「屋根の下のSmile」 - 玉置浩二 – ボーカル、オールド・ギター - 沖仁 – フラメンコギター - 矢萩渉 – コンピュータ & シンセサイザー・プログラミング - toshi808 – コンピュータ & シンセサイザー・プログラミング、スポークン・サウンド - 中北裕子 – パーカッション - 美勇士 – コーラス - 平岡恵子 – コーラス - Friends of KING – コーラス 5. 「GOLD」 - 玉置浩二 – ボーカル - 松本晃彦 – ピアノ、シンセサイザー - 松田真人 – ピアノ - 森下晃 – プログラミング - 小池弘之ストリングス – ストリングス - 高桑英世 – フルート - 藤田乙比古 – ホルン - トオミヨウ – ベーシック・トラック・アレンジ |

### 録音スタッフ
- 玉置浩二 – プロデューサー
- 高松明治 – ミキシング・エンジニア、レコーディング・エンジニア
- トム・コイン（英語版）（スターリング・サウンド） – マスタリング・エンジニア
- 須藤晃（カリントファクトリー） – サウンド・メーキング・コーパレーター
- 松井寿成 – サウンド・メーキング・コーパレーター
- 樫本大輔 (Clockwise) – サウンド・メーキング・コーパレーター

### 美術スタッフ
- レスリー・キー（スーパー・ソニック） – 写真撮影
- エンライトメント – ジャケット・デザイナー
- 加藤亮（デジタルデザンワークス） – ジャケット・デザイナー
- 八田雅美（ソニー・ミュージックコミュニケーションズ） – プロダクト・コーディネーション
- 横田勝広 (YKP) – スタイリスト
- 齋藤将志 – ヘアー・メイク
- AZUMA（スーパー・ソニック） – ヘアー

### 制作スタッフ
- 池田健司（日本テレビ） – スペシャル・サンクス
- 原藤一輝（ジェイ・ストーム） – スペシャル・サンクス
- 木下華 (Clockwise) – スペシャル・サンクス
- 馬場俊行 (S.E.N.S. COMPANY) – スペシャル・サンクス
- 橘豊 (Wild Orange Artists) – スペシャル・サンクス
- 坂井和真 (PARADOX) – スペシャル・サンクス
- 萩原義仁 (Itoh Company) – スペシャル・サンクス
- 小幡美由紀 (KOTARO music office) – スペシャル・サンクス
- 是澤泰志 (TONE) – スペシャル・サンクス
- 花田由美（ソニー・ミュージックコミュニケーションズ） – スペシャル・サンクス
- 宮下隆宏（ハーヴェストロードハウス） – スペシャル・サンクス
- 工藤佳永（カリントファクトリー） – スペシャル・サンクス
- 中西昌子（スターリング・サウンド） – スペシャル・サンクス
- 落合雪恵 – スペシャル・サンクス
- 木村ハルヨ – スペシャル・サンクス
- 居倉健 – スペシャル・サンクス
- 原田知幸 – スペシャル・サンクス
- 樋口あゆみ – スペシャル・サンクス
- 大平兼太郎（ヒルトン東京） – スペシャル・サンクス
- 福岡司（クロサワ楽器） – スペシャル・サンクス
- 深野真（フリーダムカスタムギターリサーチ） – スペシャル・サンクス
- フェイスミュージック – スペシャル・サンクス
- 山下昭和 (Great Dane) – アーティスト・マネージャー
- 寺本佳世（スティーズラボミュージック） – A&R
- 大森はるみ（スティーズラボミュージック） – A&Rデスク
- 西尾さなえ（スティーズラボミュージック） – A&Rデスク
- 礒合健（ソニー・ミュージックディストリビューション） – セールス・プロモーション
- 玉置工子 (Great Dane) – ゼネラルマネージャー
- 高木伸二（スティーズラボミュージック） – エグゼクティブ・プロデューサー

## チャート
| チャート         | 最高順位 | 登場週数 | 売上数 | 出典  |
| ---------------- | -------- | -------- | ------ | ----- |
| 日本（オリコン） | 28位     | 5回      | -      | [ 2 ] |

## リリース日一覧
| No. | 地域 | リリース日    | レーベル                                     | 規格         | カタログ番号 | 備考                   | 出典          |
| --- | ---- | ------------- | -------------------------------------------- | ------------ | ------------ | ---------------------- | ------------- |
| 1   | 日本 | 2014年3月9日  | スティーズラボミュージック / SALTMODERATE    | CD + DVD     | ZMCL-7～8    | 初回限定盤             | [ 30 ] [ 1 ]  |
| 2   | 日本 | 2014年3月9日  | スティーズラボミュージック / SALTMODERATE    | CD           | ZMCL-9       | 通常盤                 | [ 31 ] [ 32 ] |
| 3   | 台湾 | 2014年        | スティーズラボミュージック / SALTMODERATE    | CD           | 88843061742  |                        |               |
| 4   | 日本 | 2014年3月19日 | ソニー・ミュージックダイレクト               | AAC-LC       | -            | デジタル・ダウンロード | [ 33 ]        |
| 5   | 日本 | 2014年3月19日 | ソニー・ミュージックダイレクト               | ロスレスFLAC | -            | デジタル・ダウンロード | [ 34 ]        |
| 6   | 日本 | 2018年8月15日 | ソニー・ミュージックダイレクト／GT music     | BSCD2        | MHCL-30531   | 紙ジャケット仕様       | [ 23 ] [ 35 ] |
| 7   | 日本 | 2022年11月3日 | ソニー・ミュージックダイレクト／GREAT TRACKS | LP           | MHJL-233     | 初LP化、完全生産限定盤 | [ 36 ]        |